# Kosthaus (Bally-Areal)

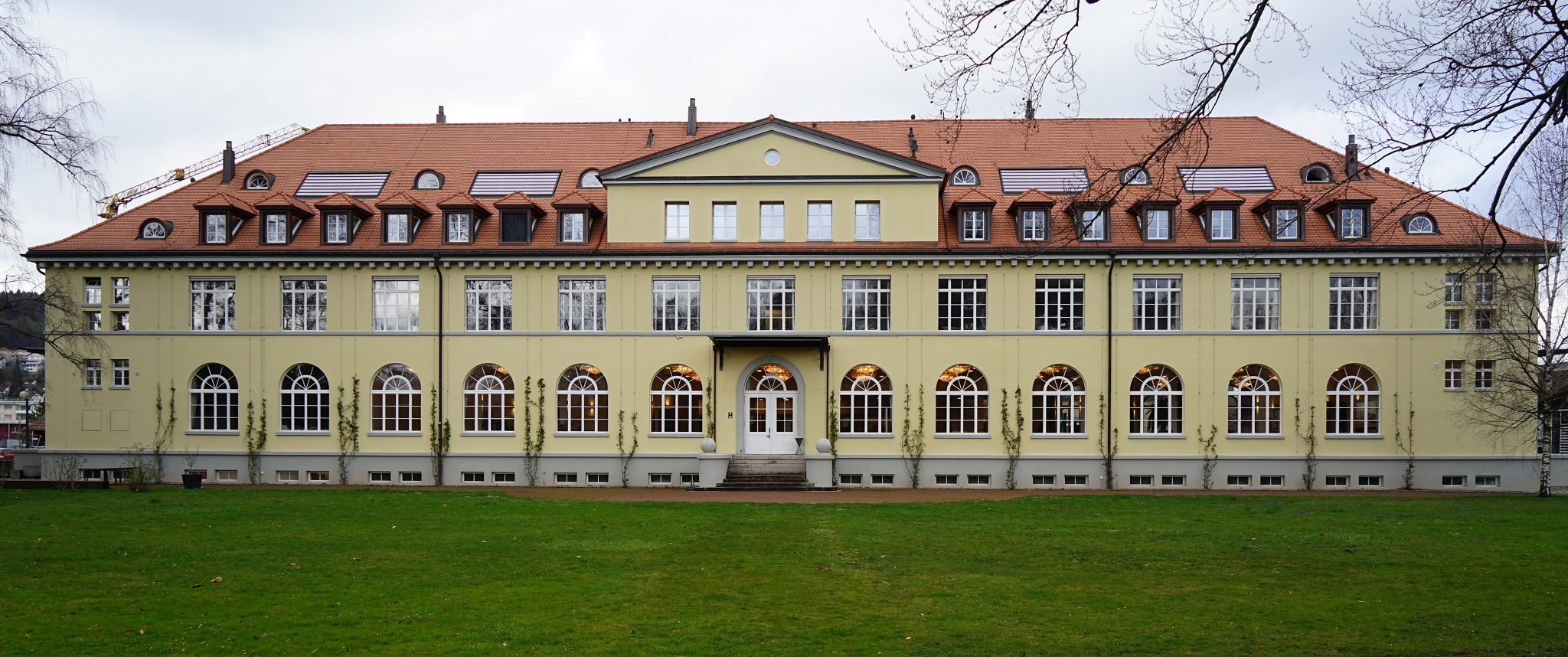
Ansicht von Süden, 2023

Das ehemalige Kosthaus der Schuhfabrik Bally ist ein Industriedenkmal in Schönenwerd im Schweizer Kanton Solothurn. Das 1919 vollendete Personalrestaurant steht als Kulturgut von nationaler Bedeutung und Teil des Bally-Areals unter Denkmalschutz.

## Lage
Das Kosthaus liegt südwestlich des Bahnhofs und bildet den südlichen Abschluss der «Unteren Fabrik» sowie den Kopfbau zum Bally-Park. Nördlich schliesst sich die ehemalige Gummischuhfabrik GUFA an, östlich und westlich stehen ehemalige Wohnbaracken der Fabrikarbeiter aus den 1950er Jahren.

## Geschichte und Nutzung

Im Vordergrund links die Untere Fabrik mit Hochbau und Sheddächern (Idealbild von 1880)

Das «Neue Haus», später «Werkschule», war der 1837 der erste Industriebau der Unternehmerfamilie Bally. Die ersten Bauten der «Oberen Fabrik» wurden 1854 errichtet, unzählige Bauetappen folgten. Auf dem trockengelegten Schachen entstanden mit der Elastikweberei von 1868 und den Sheddächern der mechanischen Schusterei von 1871 die ersten Bauten der «Unteren Fabrik».
Nach Provisorien wurde 1879 ein erstes, kleineres Kosthaus errichtet. Eduard Bally entschied sich um 1915 für einen grossen Neubau. Das neue «Kosthaus» des bekannten Architekten Karl Moser schliesst seit 1919 das Gelände der «Unteren Fabrik» zum Park ab. Im Esssaal im Erdgeschoss erhielten Arbeiter für 25 Rappen ein Essen, Angestellte im Obergeschoss zahlten das Doppelte. Die Tischgruppen wurden immer von demselben Personal bedient, um der grossen «Esshalle» eine persönliche Note zu verleihen. Wegen seinen repräsentativen Fassaden wurde das Gebäude im Volksmund «Parkhotel» genannt.
Letztes Bauvorhaben war die 1963 vollendete Herrenschuhfabrik, dafür abgebrochen wurde der Shedbau von 1871. Danach fanden weder grössere Neubauten noch Abbrüche statt. Die Investmentgesellschaft Texas Pacific Group (TPG) erwarb 1999 das Unternehmen und schloss den Betrieb.
Das ehemalige Kosthaus mit dem Bally-Areal ist in das Schweizerische Inventar der Kulturgüter von nationaler Bedeutung (Kategorie A) eingetragen. Das Gebäude wird nach Umbauten seit 2013 unter dem Namen «BallyHouse» für private Anlässe und Firmenveranstaltungen, wie Seminare, Tagungen und Kongresse, genutzt. Vier Jahre später belegte es den ersten Platz der «der schönsten Eventlocations der Schweiz». Durch das «Bauprojekt Kosthaus» und einen Gestaltungsplan soll eine Gesamtsanierung des Hauses und Aufwertung seiner Umgebung erfolgen. Die Planung sieht Wohnungen an der Aare und «Büros am Park», anstelle ehemaliger Holzbaracken vor (Stand März 2023).

## Beschreibung
Das Kosthaus ist ein zweigeschossiger, langgestreckter Bau mit dreizehn Achsen und einem «imposanten» Walmdach. Die Rundbogenfenster und ein durchgehenden Gesims überhöhen das Erdgeschoss. Ein grosszügiges Zwerchhaus mit Dreiecksgiebel betont den repräsentativen Charakter. Beidseitig sind je zwei Eingänge, Treppenhäuser und sanitäre Anlagen angeordnet. Im Dach wurden Zimmer an Arbeiter vermietet, im Keller gab es öffentliche Duschen und Wannenbäder. Der Speisesaal der Arbeiter war eine grosse Halle ohne Unterteilung über etwa 52 Meter Länge. Das Betonskelett mit tragenden Aussenwänden teilt die 17,3 Meter Breite in drei «Schiffe». Durch Seminarräume reduziert, hat er heute noch eine Fläche von 730 m². Mittig ragte früher die Küche etwas in den Saal hinein. Im Aussenbereich trägt sie eine neue Glaskonstruktion.
Stilistisch steht Mosers Entwurf an der Wende vom Klassizismus zur Moderne.

## Belege
1. ↑  Kantonsliste A- und B-Objekte Kanton SO. Schweizerisches Kulturgüterschutzinventar mit Objekten von nationaler (A-Objekte) und regionaler (B-Objekte) Bedeutung. In: Bundesamt für Bevölkerungsschutz BABS – Fachbereich Kulturgüterschutz, 1. Januar 2024, S. 9,  abgerufen am 7. Februar 2023. (PDF; 303 kB, 9, Revision KGS-Inventar 2021 (Stand: 1. Januar 2023)).
2. 1 2  Valerie Girsberger: Shedbauten. In: Fotos erzählen Dorfgeschichte. Ausstellung zum Thema «Unser Schönenwerd – mein Dorf» im Altersheim Haus im Park. In: Chrone-Zitig. Nr. 37 (PDF, 14,2 MB). Schönenwerd (Juni 2012). S. 32.
3. 1 2 3 4  ballyhouse.ch: Geschichte. (Foto der «Esshalle»; abgerufen am 2. November 2023)
4. ↑  Abegg et al.: Herrenschuhfabrik, 1963. In: Industrieensemble und Parkanlage «Bally» in Schönenwerd. GSK, Bern 2005. S. 26–27.
5. ↑  KGS-Nr.: 9288 in Schönenwerd.
6. ↑  ch.babs.kulturgueter: Bally-Areal. (abgerufen am 8. Februar 2023)
7. ↑  ballyhouse.ch: Ballysaal. (abgerufen am 2. November 2023)

Koordinaten: 47° 22′ 7,4″ N, 7° 59′ 48,8″ O; CH1903: 642168 / 246580